# Облака

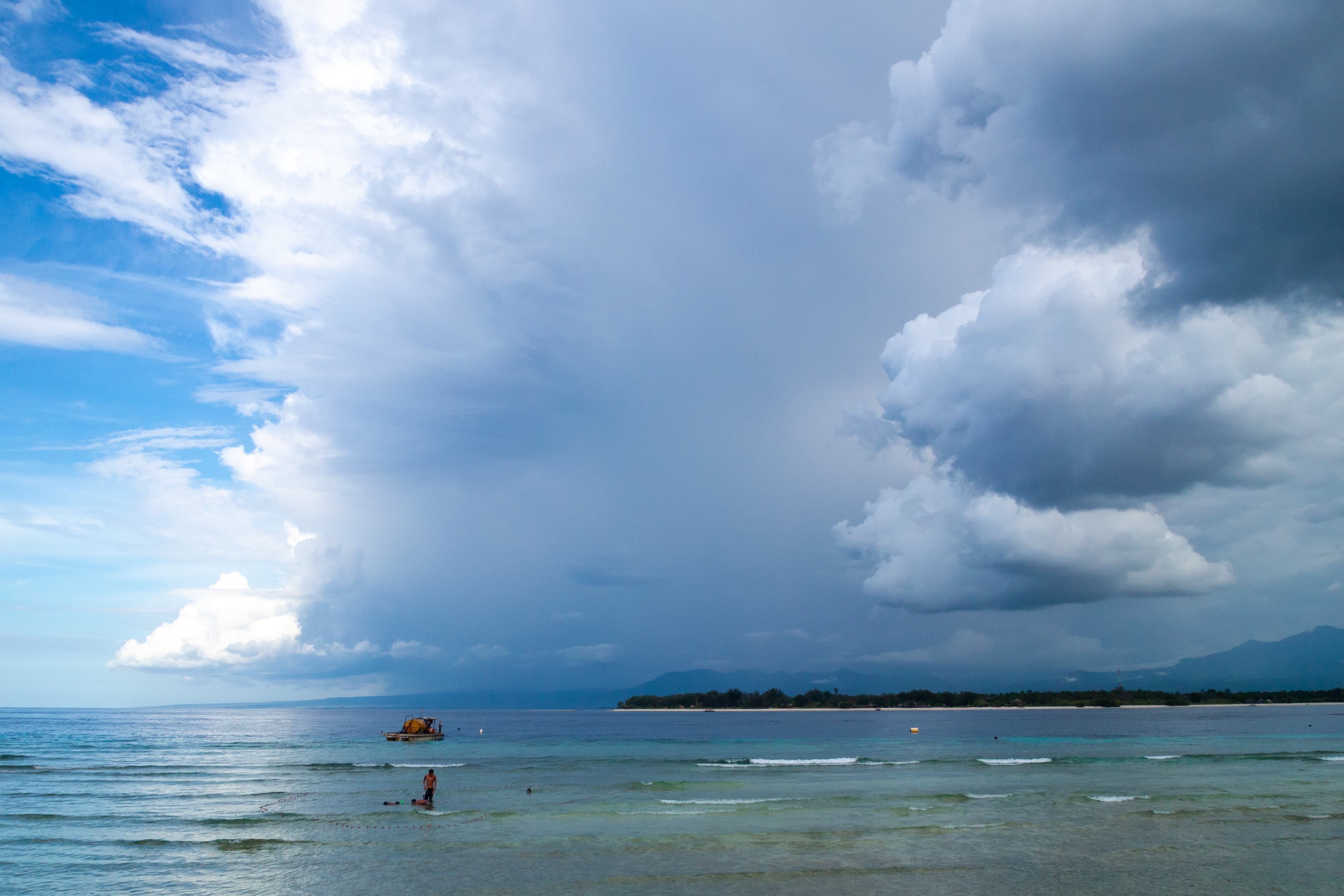
Облака разных типов в зоне экватора

О́блако — взвешенные в атмосфере продукты конденсации водяного пара, видимые на небе невооружённым глазом с поверхности Земли и околоземного космического пространства. В широком смысле, облако — скопление отдельных частиц какого-либо вещества в определённом объёме.

## Общие характеристики атмосферных облаков Земли
Облака состоят из мельчайших капель жидкой воды и/или кристаллов водяного льда, называемых облачными элементами. Капельные облачные элементы наблюдаются при температуре воздуха в облаке выше −10 °C. При температуре воздуха в облаке от −15 до −10 °C облако имеет смешанный состав (капли и ледяные кристаллы). При температуре воздуха в облаке ниже −15 °C — только кристаллические. Водяной пар не является основным компонентом облаков.
При укрупнении облачных элементов в результате конденсации скорость их падения возрастает. Если скорость падения облачных элементов превысит скорость восходящего потока, то они устремляются к поверхности Земли и могут выпасть в виде осадков, если не испарятся по пути. Как правило, осадки выпадают из облаков, которые хотя бы в некотором слое имеют смешанный состав (кучево-дождевые, слоисто-дождевые, высоко-слоистые). Слабые моросящие осадки (в виде мороси, снежных зёрен или слабого мелкого снега) могут выпадать из однородных по составу облаков (капельных или кристаллических) — слоистых, слоисто-кучевых.
Облака играют ключевую роль в тепловом режиме Земли, повышая альбедо (что способствует охлаждению), но и усиливая парниковый эффект, сглаживая таким образом суточные и сезонные колебания температуры как на Земле в целом, так в отдельных крупных регионах Земли.

## Классификация облаков
Обычно облака наблюдаются в тропосфере. Тропосферные облака подразделяются на виды, разновидности и по дополнительным признакам в соответствии с международной классификацией облаков. Изредка наблюдаются другие виды облаков: перламутровые облака (на высоте 20—25 км) и серебристые облака (на высоте 70—80 км).

### Классификация облаков по условиям образования
| Тип                                | Род |
| ---------------------------------- | --- |
| Конвективные облака                | Кучевые (Cumulus, Cu) Кучево-дождевые (Cumulonimbus, Cb)                                                                       |
| Волнистые облака                   | Перисто-кучевые (Cirrocumulus, Cc) Высококучевые (Altocumulus, Ac) Слоисто-кучевые (Stratocumulus, Sc)                         |
| Облака восходящего скольжения      | Перистые (Cirrus, Ci) Перисто-слоистые (Cirrostratus, Cs) Высокослоистые (Altostratus, As) Слоисто-дождевые (Nimbostratus, Ns) |
| Облака турбулентного перемешивания | Слоистые (Stratus, St) |

#### Конвективные облака
1. Облака термической конвекции формируются за счёт неравномерного нагрева снизу и восходящего потока более тёплых воздушных масс.
2. Облака динамической конвекции формируются за счёт вынужденного подъёма воздуха в зонах атмосферных фронтов (чаще всего холодных) и перед горами.

#### Волнистые
Волнистые облака образуются в антициклонах при инверсиях, когда нижняя граница инверсии совпадает с уровнем конденсации. На границе между тёплым менее плотным (сверху) и холодным более плотным (снизу) воздухом при движении развиваются воздушные волны. На их гребнях поднимающийся воздух адиабатически охлаждается — вследствие чего образуются облака в виде валов и гряд. В ложбинах волн воздух опускается, адиабатически нагреваясь и, следовательно, удаляется от состояния насыщения водяного пара, — вследствие чего образуются просветы голубого неба.

#### Облака восходящего скольжения
Облака восходящего скольжения образуются при встрече тёплых и холодных воздушных масс. Они возникают в результате адиабатического охлаждения тёплого воздуха при его подъёме над холодным воздухом.

#### Облака турбулентного перемешивания
Облака турбулентного перемешивания — результат поднятия воздуха при усилении ветра, особенно если в приземных слоях наблюдается туман, который постепенно переходит в слоистую облачность.

### Морфологическая классификация облаков
| Семейства                                                        | Род                                                                                            | Дождь | Морось | Снег | Снежная крупа | Град | Высота нижней границы облаков     |
| ---------------------------------------------------------------- | ---------------------------------------------------------------------------------------------- | ----- | ------ | ---- | ------------- | ---- | --------------------------------- |
| Облака верхнего яруса (в средних широтах высота — от 6 до 13 км) | Перистые (Cirrus, Ci) Перисто-кучевые (Cirrocumulus, Cc) Перисто-слоистые (Cirrostratus, Cs)   | —     | —      | —    | —             | —    | 7—10 км 6—8 км                    |
| Облака среднего яруса (в средних широтах высота — от 2 до 6 км)  | Высококучевые (Altocumulus, Ac) Высокослоистые (Altostratus, As)                               | — +   | —      | — +  | —             | —    | 2—5 км 2—6 км                     |
| Облака нижнего яруса (в средних широтах высота — до 2 км)        | Слоисто-дождевые (Nimbostratus, Ns) Слоисто-кучевые (Stratocumulus, Sc) Слоистые (Stratus, St) | + —   | — +    | +    | — + —         | —    | 0,5—1,9 км 0,5—1,5 км 0,03—0,4 км |
| Облака вертикального развития                                    | Кучевые (Cumulus, Cu) Кучево-дождевые (Cumulonimbus, Cb)                                       | +     | —      | +    | +             | — +  | 0,6—1,2 км 0,6—1,2 км             |

#### Перистые(Cirrus, Ci)

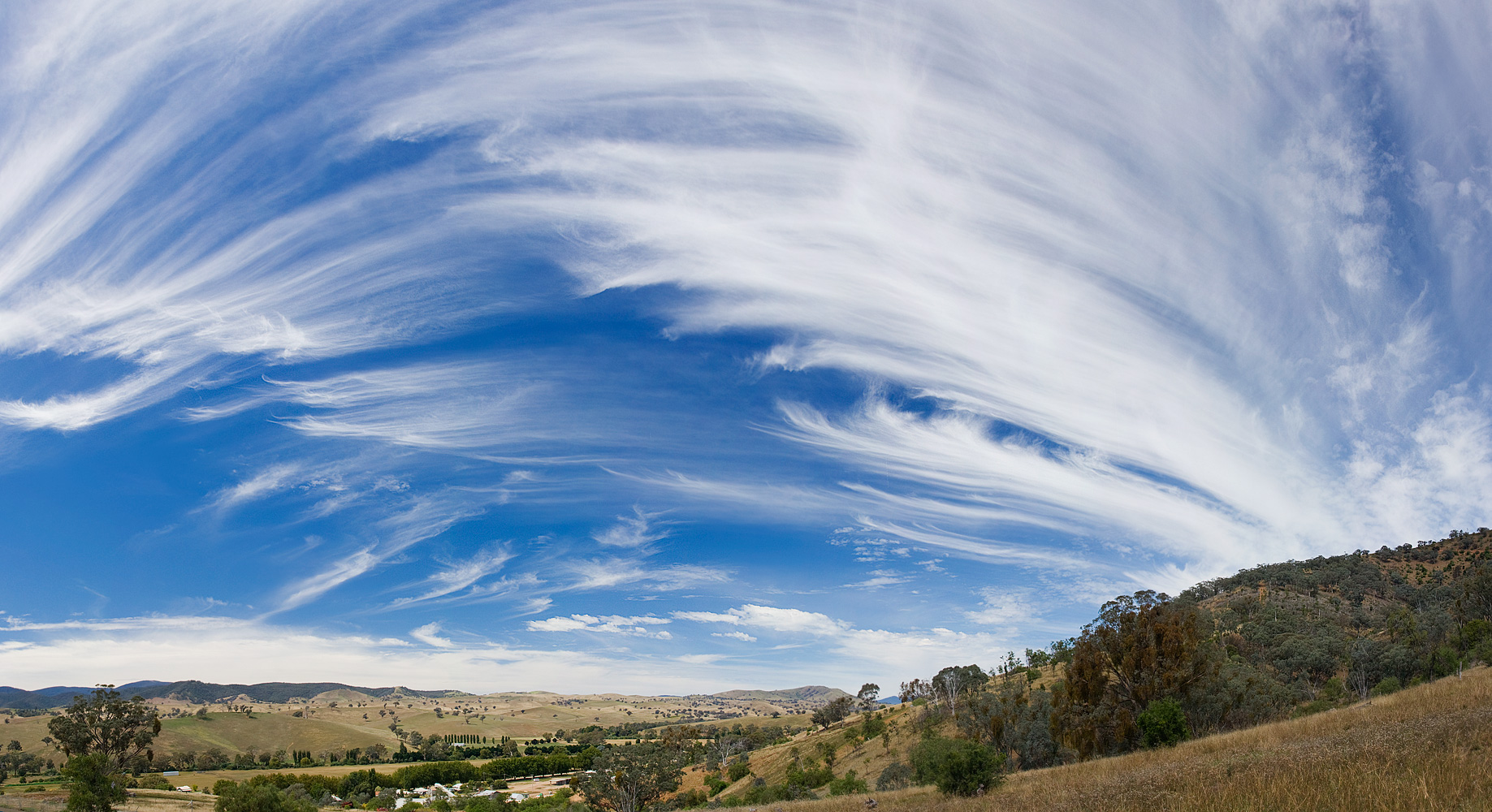
Перистые облака (Виктория, Австралия)

Состоят из отдельных перистообразных элементов в виде тонких белых нитей или белых (или в большей части белых) клочьев и вытянутых гряд. Имеют волокнистую структуру и/или шелковистый блеск. Наблюдаются в верхней тропосфере, иногда на высотах тропопаузы или непосредственно под нею (в средних широтах их основания чаще всего лежат на высотах 6—8 км, в тропических от 6 до 18 км, в полярных — от 3 до 8 км над уровнем океана). Видимость внутри облака — 150—500 м. Состоят из ледяных кристаллов, достаточно крупных для того, чтобы иметь заметную скорость падения. Поэтому перистые облака имеют значительное вертикальное протяжение (от сотен метров до нескольких километров). Однако сдвиг ветра и различия в размерах кристаллов приводят к тому, что нити перистых облаков скошены и искривлены. Хорошо выраженных явлений гало перистые облака обычно не дают вследствие своей расчленённости и малости отдельных облачных образований. Данные облака характерны для переднего края облачной системы теплого фронта или фронта окклюзии, связанной с восходящим скольжением. Они часто развиваются также в антициклонической обстановке, иногда являются частями или остатками ледяных вершин — наковален — кучево-дождевых облаков. Появление на закате перистых облаков обычное дело при резком увеличении температуры, при отсутствии осадков в долгосрочном прогнозе.
Различаются подвиды перистых облаков: нитевидные (Cirrus fibratus, Ci fibr.), когтевидные (Cirrus uncinus, Ci unc.), башенкообразные (Cirrus castellanus, Ci cast.), плотные (Cirrus spissatus, Ci spiss.), хлопьевидные (Cirrus floccus, Ci fl.) и разновидности: перепутанные (Cirrus intortus, Ci int.), радиальные (Cirrus radiatus, Ci rad.), хребтовидные (Cirrus vertebratus, Ci vert.), двойные (Cirrus duplicatus, Ci dupl.).
Иногда к этому роду облаков, наряду с описанными облаками, относят также перисто-слоистые и перисто-кучевые облака.

#### Перисто-кучевые(Cirrocumulus, Cc)
Их часто называют «барашками» за некоторое визуальное сходство с белыми овцами. Очень высокие небольшие шаровидные облака, вытянутые в линии. Похожи на спины скумбрий или рябь на прибрежном песке. Высота нижней границы — 6—8 км над уровнем океана, вертикальная протяжённость — до 1 км, видимость внутри облака — 200—500 м. Являются признаком повышения температуры. Нередко наблюдаются вместе с перистыми или перисто-слоистыми облаками. Часто являются предшественниками надвигающегося шторма. При этих облаках наблюдается т. н. «иризация» — радужное окрашивание края облаков. На них отсутствует затенение, даже с той стороны, отвёрнутой от солнца. Образуются при возникновении волновых и восходящих движений в верхней тропосфере и состоят из кристаллов льда. В перисто-кучевых облаках могут наблюдаться гало и венцы вокруг солнца и луны. Осадки из них не выпадают.
Различаются виды: волнистообразные (Cirrocumulus undulatus), чечевицеобразные (Cirrocumulus lenticularis), кучевообразные (Cirrocumulus cumuliformis), хлопьевидные (Cirrocumulus floсcus).

#### Перисто-слоистые(Cirrostratus, Cs)

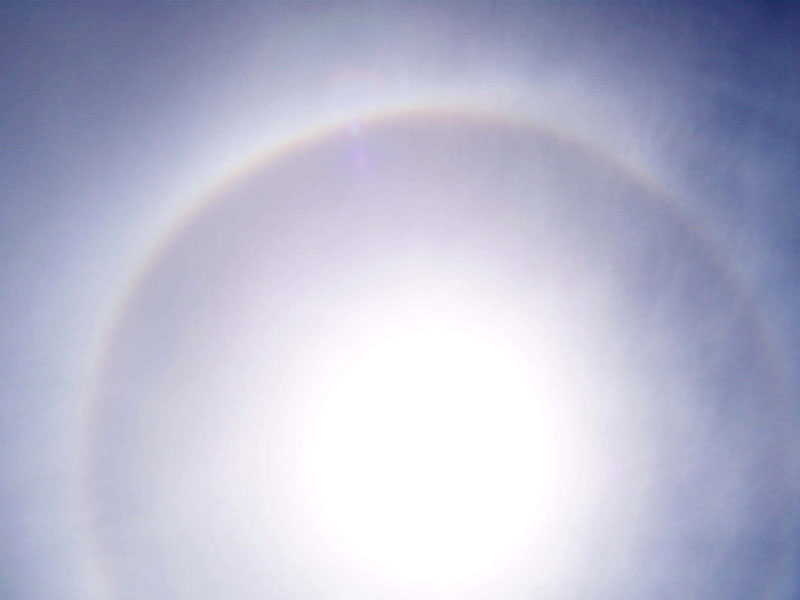
Гало, образовавшееся на перистых облаках

Парусоподобные облака верхнего яруса. Состоят из кристалликов льда. Имеют вид однородной, белесоватой пелены. Высота нижней кромки — 6—8 км над уровнем океана, вертикальная протяжённость колеблется от нескольких сотен метров до нескольких километров (2—6 и более), видимость внутри облака — 50—200 м. Перисто-слоистые облака относительно прозрачны, так что солнце или луна могут быть отчётливо видны сквозь них. Эти облака верхнего яруса обычно образуются, когда обширные пласты воздуха поднимаются вверх за счёт многоуровневой конвергенции.
Перисто-слоистые облака характеризуются тем, что часто дают явления гало вокруг солнца или луны. Гало являются результатом преломления света кристаллами льда, из которых состоит облако. Перисто-слоистые облака, однако, имеют склонность уплотняться при приближении тёплого фронта, что означает увеличение образования кристаллов льда. Вследствие этого гало постепенно исчезает, и солнце (или луна) становятся менее заметными.
Различаются следующие подвиды: волокнистые (Cirrostratus fibratus), туманообразные (Cirrostratus nebulosus).

#### Высококучевые(Altocumulus, Ac)

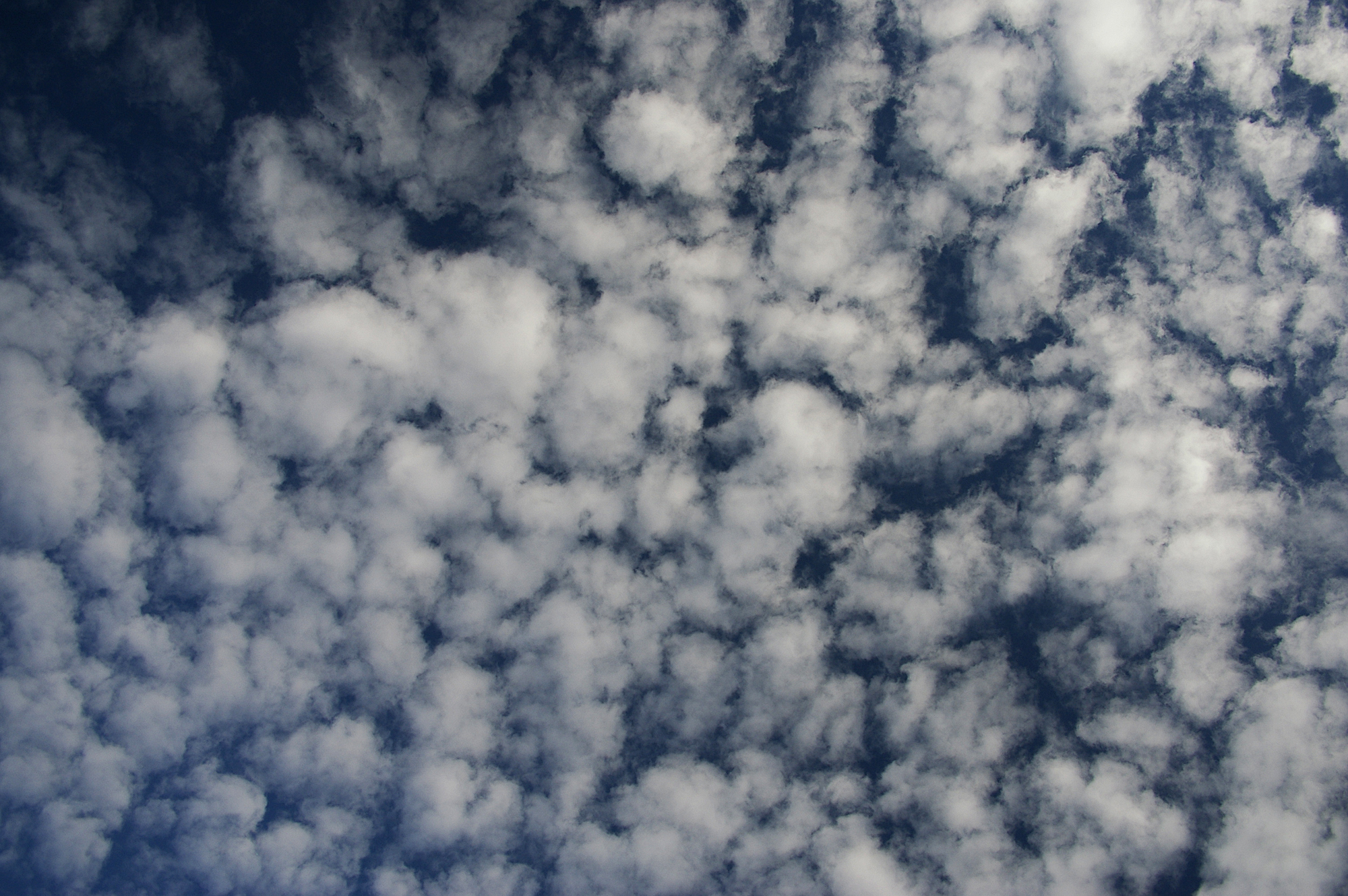
Формирование высококучевых облаков

Высоко-кучевые облака (Altocumulus, Ac) — типичная облачность для тёплого сезона. Серые, белые, или синеватого цвета облака в виде волн и гряд, состоящих из хлопьев и пластин, разделённых просветами. Высота нижней границы — 2—6 км, вертикальная протяжённость — до нескольких сотен метров, видимость внутри облака — 50—80 м. Располагаются, как правило, над местами, обращёнными к солнцу. Иногда достигают стадии мощных кучевых облаков. Высоко-кучевые облака обычно возникают в результате поднятия тёплых воздушных масс, а также при наступлении холодного фронта, который вытесняет тёплый воздух вверх. Поэтому наличие высоко-кучевых облаков тёплым и влажным летним утром предвещает скорое прибытие грозовых облаков или перемену погоды.

#### Высокослоистые(Altostratus, As)
Имеют вид однородной или слабовыраженной волнистой пелены серого или синеватого цвета. Солнце и Луна обычно просвечивают, но слабо. Высота нижней границы — 3—5 км, вертикальная протяжённость — 1—4 км, видимость в облаках — 25—40 м. Эти облака состоят из ледяных кристаллов, переохлаждённых капель воды и снежинок. Высоко-слоистые облака могут приносить обложной дождь или снег.

#### Высокослоистые просвечивающие (Altostratus translucidus, As trans)
Высоко-слоистые просвечивающие облака. Волнистая структура облака заметна, солнечный круг вполне различим. На земле иногда могут возникать вполне различимые тени. Отчётливо видны полосы. Пелена облаков, как правило, постепенно закрывает всё небо. Высота основания — в пределах 3—5 км, толщина слоя облаков As trans — в среднем около 1 км, изредка — до 2 км. Осадки выпадают, но в низких и средних широтах летом редко достигают земли.

#### Слоисто-дождевые(Nimbostratus, Ns)
Слоисто-дождевые облака тёмно-серые, в виде сплошного слоя. При осадках слой слоисто-дождевых облаков выглядит однородным, в перерывах между выпадением осадков заметна некая неоднородность и даже некоторая волнистость слоя. От слоистых облаков отличаются более тёмным и синеватым цветом, неоднородностью строения и наличием обложных осадков. Высота нижней границы — от 100 до 1900 м, толщина — до нескольких километров.

#### Слоисто-кучевые(Stratocumulus, Sc)

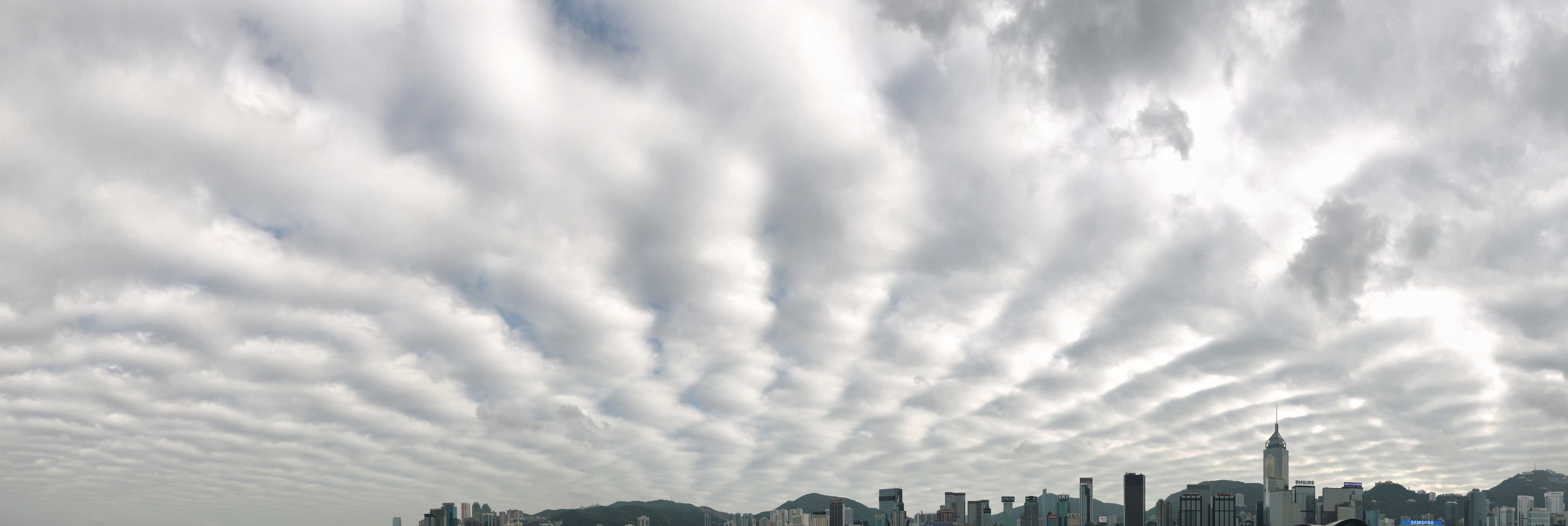
Слоисто-кучевые облака

Серые облака, состоящие из крупных гряд, волн, пластин, разделённых просветами или сливающимися в сплошной серый волнистый облачный слой. Состоят преимущественно из капель воды. Высота нижней границы обычно в пределах от 500 до 1800 м. Толщина слоя от 200 до 800 м. Солнце и луна могут просвечивать только сквозь тонкие края облаков. Осадки, как правило, не выпадают. Из слоисто-кучевых не просвечивающих облаков могут выпадать слабые непродолжительные осадки.

#### Слоистые(Stratus, St)
Слоистые облака образуют однородный слой, сходный с туманом, но расположенный на некоторой высоте (чаще всего от 100 до 400 м, иногда 30-90 м). Обычно они закрывают всё небо, но иногда могут наблюдаться в виде разорванных облачных масс. Нижний край этих облаков может опускаться очень низко, — иногда они сливаются с наземным туманом. Толщина их невелика — десятки и сотни метров. Иногда из этих облаков выпадают осадки, чаще всего в виде снежных зёрен или мороси.
|  |  |  |

#### Кучевые облака(Cumulus, Cu)

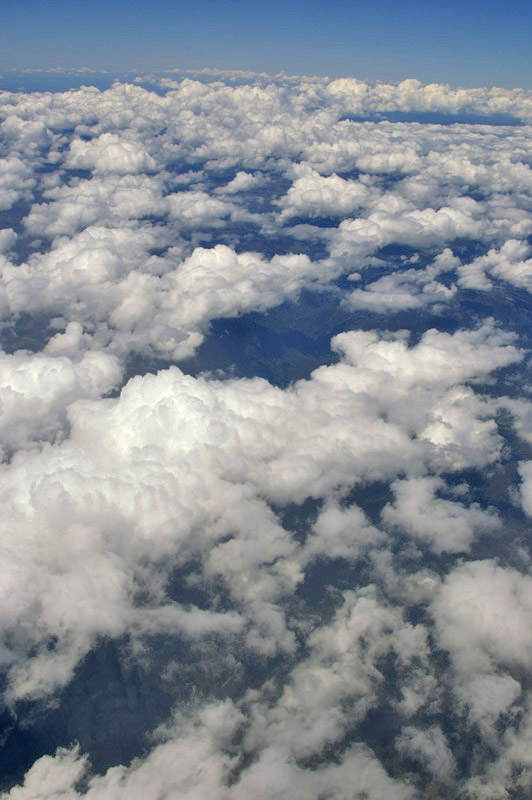
Кучевые облака. Вид сверху

Кучевые облака — плотные, днём ярко-белые облака со значительным вертикальным развитием. Высота нижней границы обычно от 800 до 1500 м, иногда — 2—3 км и более. Толщина составляет 1—2 км, иногда — 3—5 км. Верхние части кучевых облаков имеют вид куполов или башен с округлыми очертаниями. Обычно кучевые облака возникают как конвективные облака в холодных или нейтральных воздушных массах.

#### Кучево-дождевые(Cumulonimbus, Cb)

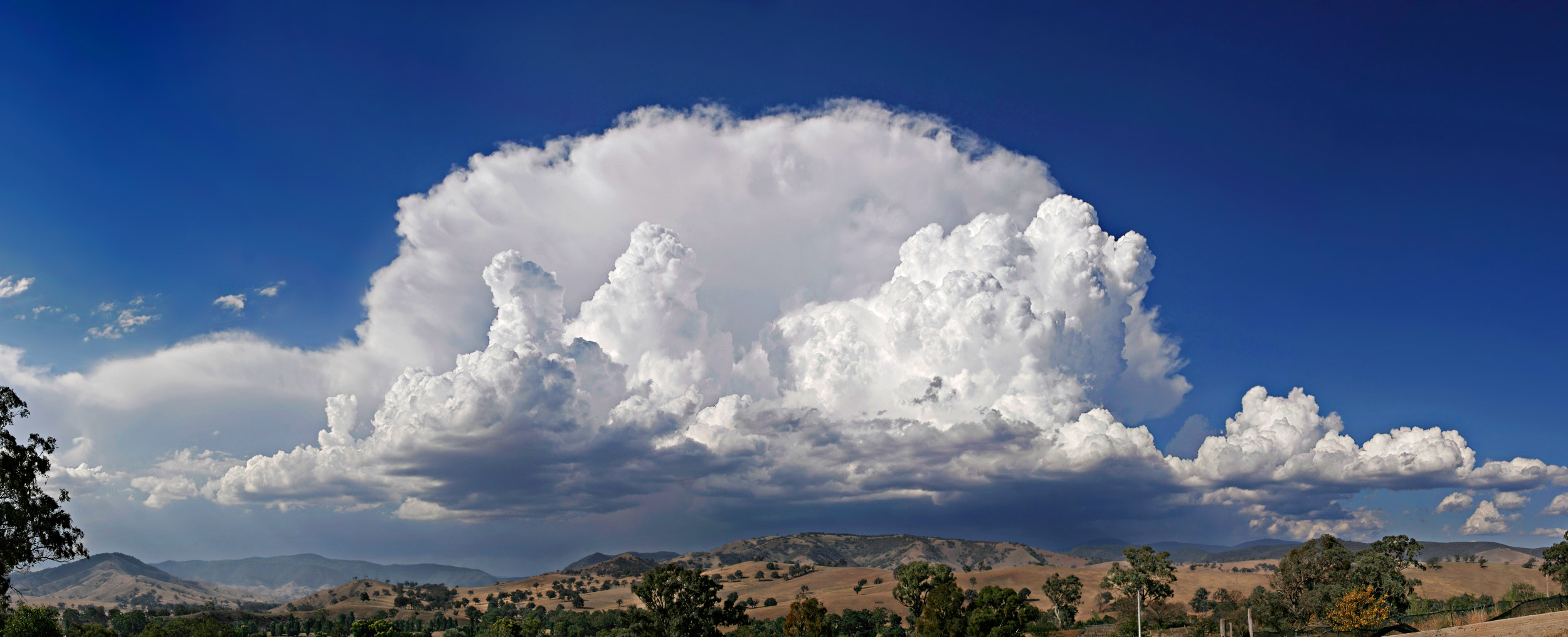
Кучево-дождевые облака (Cumulonimbus capillatus incus)

Кучево-дождевые — мощные и плотные облака с сильным вертикальным развитием (несколько километров, иногда до высоты 12—14 км), дающие обильные ливневые осадки с грозами и порой мощным градом. Кучево-дождевые облака развиваются из мощных кучевых облаков. Они могут образовывать линию, которая называется линией шквалов. Нижние уровни кучево-дождевых облаков состоят в основном из капелек воды, в то время как на более высоких уровнях, где температуры намного ниже 0 °C, преобладают кристаллики льда. Высота нижней границы обычно ниже 2000 м, то есть в нижнем ярусе тропосферы.
|  |  |

#### Серебристые облака
Серебристые облака формируются в верхних слоях атмосферы. Эти облака находятся на высоте около 80 км. Их можно наблюдать непосредственно после заката или перед восходом Солнца. Серебристые облака были обнаружены в XIX веке, что, возможно, связано с возросшей ролью антропогенной деятельности.
Серебристые облака сформировались и после падения тунгусского метеорита, при этом они образовали развитую морфологическую структуру с волновыми образованиями длиной от 3 до 300 км.

#### Перламутровые
Перламутровые облака образуются в стратосфере (на высотах около 20—30 км) и состоят из кристалликов льда.

#### Вымеобразные

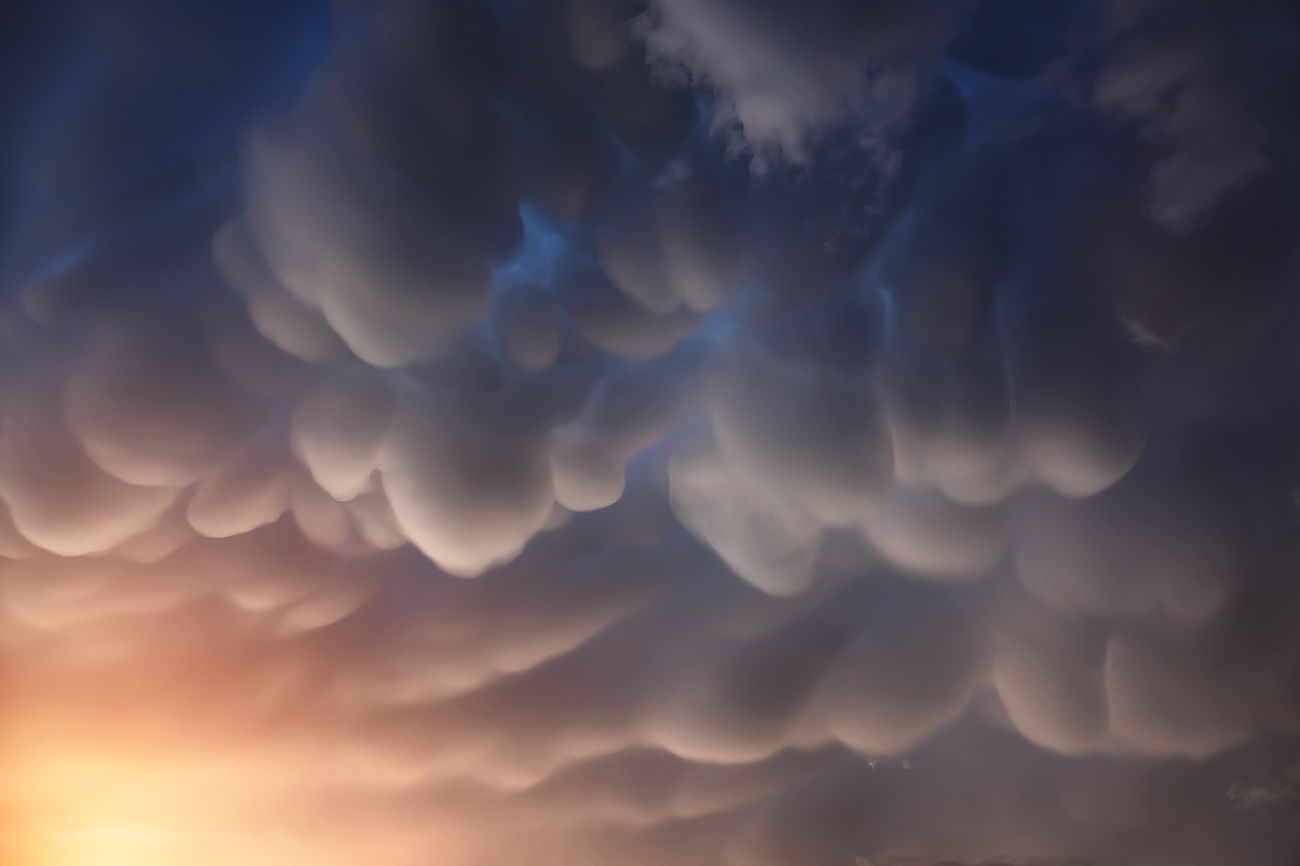
Вымеобразные облака в Гималаях

Вымеобразные (также трубчатые, сумчатые) облака — облака, основание которых имеет специфическую ячеистую или сумчатую форму. Встречаются редко, преимущественно в жаркую погоду, связаны с развитием кучево-дождевых облаков, — при низкой влажности воздуха в подоблачном слое и значительном изменении скорости ветра с высотой вблизи уровня нижней границы облаков.

#### Лентикулярные
Лентикулярные (линзовидные) облака образуются на гребнях воздушных волн или между двумя слоями воздуха. Характерной особенностью этих облаков является то, что они не двигаются, сколь бы ни был силён ветер. Поток воздуха, проносящийся над земной поверхностью, обтекает препятствия, и при этом образуются воздушные волны. Обычно зависают с подветренной стороны горных хребтов, за хребтами и отдельными вершинами на высотах от 2-х до 15-ти км.

#### Пирокумулятивные
Пирокумулятивные облака или пирокумулюс — конвективные (кучевые или кучево-дождевые) облака, вызванные крупным пожаром или вулканической активностью. Эти облака получили своё название оттого, что огонь или изливающаяся вулканическая лава нагревает воздух непосредственно над собой и тем самым создает конвективные восходящие потоки, которые по мере подъёма при достижении уровня конденсации приводят к образованию облаков — сначала кучевых, а при благоприятных условиях — и кучево-дождевых. В этом случае возможны грозы, — удары молний из этого облака нередко вызывают новые возгорания.

## Изучение

### История
Первыми непосредственными наблюдателями за облаками стали воздухоплаватели, поднимавшиеся на воздушных шарах (то есть с конца XVIII века). Ими был установлен факт, что все наблюдаемые формы облаков по своему строению распадаются на две группы:
1. Облака из водяных частиц в жидком виде;
2. Облака из мелких ледяных кристалликов.

Благодаря подъёмам на воздушных шарах и наблюдениям при восхождениях на горы был констатирован другой факт: строение облаков первой группы, когда наблюдатель окружён таким облаком со всех сторон, ничем не отличается от обыкновенного тумана, наблюдаемого вблизи земной поверхности. То, что наблюдателю внизу казалось облаками, держащимися на склоне горы или на некоторой высоте в атмосфере, то наблюдателю, попавшему в такое облако, представлялось туманом. Со времён Галлея и Лейбница было уже известно и подтверждено непосредственным наблюдением, что отдельные частицы тумана, а, следовательно, и облака, имеют шарообразную форму. Для объяснения того, почему эти шарики держатся в воздухе в равновесии, была предложена гипотеза, что эти шарообразные частицы тумана состоят из воздушных пузырьков, окружённых тончайшей водяной оболочкой (везикюлей — как такие пузырьки были названы); при достаточных размерах пузырьков и достаточно тонкой оболочке (расчёт, сделанный Клаузиусом, показал, что толщина водяной оболочки должна быть не более 0,0001 мм) сопротивление воздуха их падению должно быть настолько значительно, что падение везикюлей может совершаться очень медленно, и они должны представляться плавающими в воздухе, а при самом слабом восходящем потоке их падение может перейти даже в восходящее движение. Гипотеза эта приобрела широкое распространение, после того, как Клаузиусу удалось, основываясь на предполагаемой необычайно тонкой водяной оболочке везикюлей, дать объяснение голубому цвету неба.
Одновременно с везикюлярной гипотезой существовало и другое мнение, считавшее водяные шарики туманов состоящими сплошь из жидкой воды. Трудность рассматривания под микроскопом водяных шариков привела к тому, что подобные наблюдения над ними удалось сделать в достаточно надёжной форме только в 1880 году, когда впервые Динес (Dines), наблюдая водяные шарики, из которых состоят туманы в Англии, пришёл к заключению, что наблюдаемые им частицы тумана по сути настоящие капельки воды, размеры которых колеблются от 0,016 до 0,127 мм. Позднее подобные же наблюдения были сделаны Ассманом на вершине Брокена, которая — особенно в холодное время года — находится в области наиболее энергичного образования облаков различных форм, образующихся то несколько выше, то немного ниже, то как раз на её высоте. Ассман убедился, что все наблюдаемые им формы облаков, содержащих жидкую воду, состоят из настоящих капелек, размеры которых меняются между 0,006 мм (в верхних частях облаков) и 0,035 мм (в нижних его частях). Капельки эти наблюдались жидкими даже при температуре −10°С; только прикасаясь к какому-нибудь твёрдому телу (например, предметное стёклышко микроскопа), они моментально превращались в ледяные иголочки. Наконец, Обермайер и Будде показали, что если исходить из явлений капиллярных, существование везикюлей не может быть допущено. Таким образом эта гипотеза ушла в прошлое. Исследования Стокса и расчёты, сделанные Максвеллом, доказали, что слабого потока, подымающегося со скоростью не более 0,5 метров в секунду, достаточно, чтобы остановить падение водяных капелек. Относительно второй группы облаков, образующихся обыкновенно на больших высотах — как перистые и перисто-слоистые — наблюдения воздухоплавателей показали, что эти формы состоят исключительно из воды в твердом состоянии. Мириады ледяных кристалликов и иголочек, подобных тем, которые наблюдаются нередко в нижних слоях атмосферы падающими в тихие, морозные дни зимой, — часто даже при безоблачном небе, — образующих правильные гексагональные пластинки или шестисторонние призмы от микроскопически малых до видимых простым глазом, держатся в верхних слоях атмосферы и то образуют отдельные волокна или перистые пучки, то однообразным слоем распространены на большие пространства, придавая небу белесоватый оттенок при перисто-слоистой облачности.
Для образования облаков необходим переход пара в капельножидкое состояние. Однако теоретические изыскания Бецольда, основанные на опытах Эйткена, показали, что этот переход есть явление весьма сложное. Весьма остроумными опытами Эйткен констатировал, что одного охлаждения воздушных масс ниже температуры их насыщения водяными парами ещё недостаточно, чтобы пар перешёл в капельножидкое состояние: для этого необходимо присутствие хотя бы мельчайших твёрдых частиц, на которых и начинает собираться в капли конденсирующийся в жидкость пар. Когда воздух, переполненный водяными парами, совершенно чист, пары, даже перейдя через температуру насыщения, не обращаются, однако, в жидкость, оставаясь пересыщенными. Некоторые газообразные тела, как, например, озон и азотистые соединения, также могут содействовать образованию водяных капелек. Что твёрдые тела действительно играют роль при образовании облаков, это можно было видеть уже из наблюдений, установивших существование грязных дождей. Наконец, чрезвычайно яркие зори, наблюдавшиеся вслед за извержением вулкана Кракатау в 1883 году, показали присутствие мельчайших частиц выброшенной извержением пыли на весьма больших высотах. Все это объяснило возможность поднятия сильными ветрами микроскопически мелких частиц пыли весьма высоко в атмосферу, и мнение Эйткена и Бецольда о необходимости присутствия твердых частиц для образования облаков получило обоснование.

### Современные методы
В начале 1930-х годов в Ленинградском институте экспериментальной метеорологии (ЛИЭМ) под руководством В. Н. Оболенского были начаты экспериментальные и теоретические работы по исследованию облаков. В марте 1958 года по инициативе Н. С. Шишкина был создан самостоятельный «Отдел физики облаков» в Главной геофизической обсерватории имени А. И. Воейкова.
С целью исследования облачного покрова Земли и изучения образования и «эволюции» облаков НАСА в 2006 году запустило два специализированных спутника CloudSat и CALIPSO.
В апреле 2007 года НАСА осуществило запуск на полярную орбиту спутника AIM (The Aeronomy of Ice in the Mesosphere), предназначенного для изучения серебристых облаков.

## Другие виды облаков
- Утренняя глория
- Грозовой воротник
- Дырявые облака
- Облака Кэльвина Хельмхольца
- Ядерный гриб
- Облака-медузы
- Вымеобразное облако
- Асператус
- Cumulonimbus incus
- Радужные облака
- Лучистые облака

## Облака на других планетах

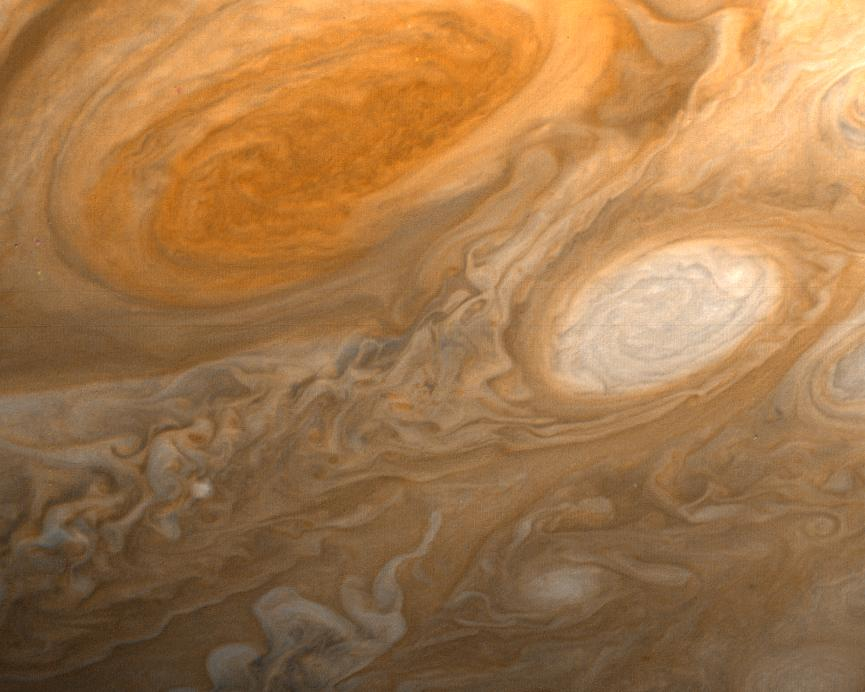
Облачный покров Юпитера.

Помимо Земли, облака наблюдаются на всех планетах-гигантах, на Марсе, Венере, Титане, Тритоне и, вероятно, на Плутоне. Наблюдаемые инопланетные облака имеют разную природу и химический состав. Например, на Венере наиболее мощный облачный слой состоит преимущественно из серной кислоты. Облака Титана состоят из метана, и из них при температуре −180°С выпадают метановые осадки подобно тому, как на Земле водяные облака в тёплое время года являются источниками водяного дождя.
Уже имеются данные об облаках на экзопланетах.